# Harrison Young
Harrison Richard Young (* 13. März 1930 in Port Huron, Michigan; † 3. Juli 2005 ebenda) war ein US-amerikanischer Schauspieler. 

## Leben
Harrison Young wirkte in mehr als 100 Film-und-Fernsehproduktionen als Nebendarsteller mit, darunter in Spielfilmen wie Crocodile, Ken Park, Haus der 1000 Leichen, Kiss Kiss Bang Bang, Sky Busters – Die Himmelsstürmer oder Episoden der Serien Passions, Beverly Hills, 90210 oder CSI: Den Tätern auf der Spur.
Aufmerksamkeit erlangte er vor allem im Jahr 1998 durch seine Rolle als alter „James Ryan“ in Steven Spielbergs preisgekröntem Drama Der Soldat James Ryan.
Er starb am 3. Juli 2005 im Alter von 75 Jahren. Seine Grabstätte befindet sich auf dem Woodland Cemetery in Port Huron.